# Лион Вали (Тексас)
Лион Вали (енгл. Leon Valley) град је у америчкој савезној држави Тексас. По попису становништва из 2010. у њему је живело 10.151 становника.

## Демографија
Према попису становништва из 2010. у граду је живело 10.151 становника, што је 912 (9,9%) становника више него 2000. године.
| Група             | 2000.         | 2010.         |
| Белци             | 4.534 (49,1%) | 3.565 (35,1%) |
| Афроамериканци    | 256 (2,8%)    | 404 (4,0%)    |
| Азијати           | 180 (1,9%)    | 377 (3,7%)    |
| Хиспаноамериканци | 4.125 (44,6%) | 5.707 (56,2%) |
| Укупно            | 9.239         | 10.151        |